# Ankasandra Kavalu, Chiknayakanhalli
Ankasandra Kavalu là một làng thuộc tehsil Chiknayakanhalli, huyện Tumkur, bang Karnataka, Ấn Độ.